# Пшешкода (Мазовецьке воєводство)
Пшешкода (пол. Przeszkoda) — село в Польщі, у гміні Жаб'я Воля Ґродзиського повіту Мазовецького воєводства.
Населення — 43 особи (2011).
У 1975-1998 роках село належало до Скерневицького воєводства.

## Демографія
Демографічна структура станом на 31 березня 2011 року:
|          | Загалом | Допрацездатний вік | Працездатний вік | Постпрацездатний вік |
| -------- | ------- | ------------------ | ---------------- | -------------------- |
| Чоловіки | 24      | 3                  | 18               | 3                    |
| Жінки    | 19      | 3                  | 10               | 6                    |
| Разом    | 43      | 6                  | 28               | 9                    |